# Шалега
Шалега — посёлок железнодорожного разъезда в составе Большепесочнинского сельсовета в Уренском районе Нижегородской области.

## География
Находится у железнодорожной линии Нижний Новгород — Котельнич на расстоянии примерно 15 километров по прямой на восток-северо-восток от районного центра города Урень.

## История
Поселок основан на рубеже 1920-1930 годов. Имеется несколько железнодорожных казарм и неэксплуатируемое здание станции.

## Население
Постоянное население  составляло 11 человек (русские 100%) в 2002 году, 6 в 2010 .